# Heinrich-event

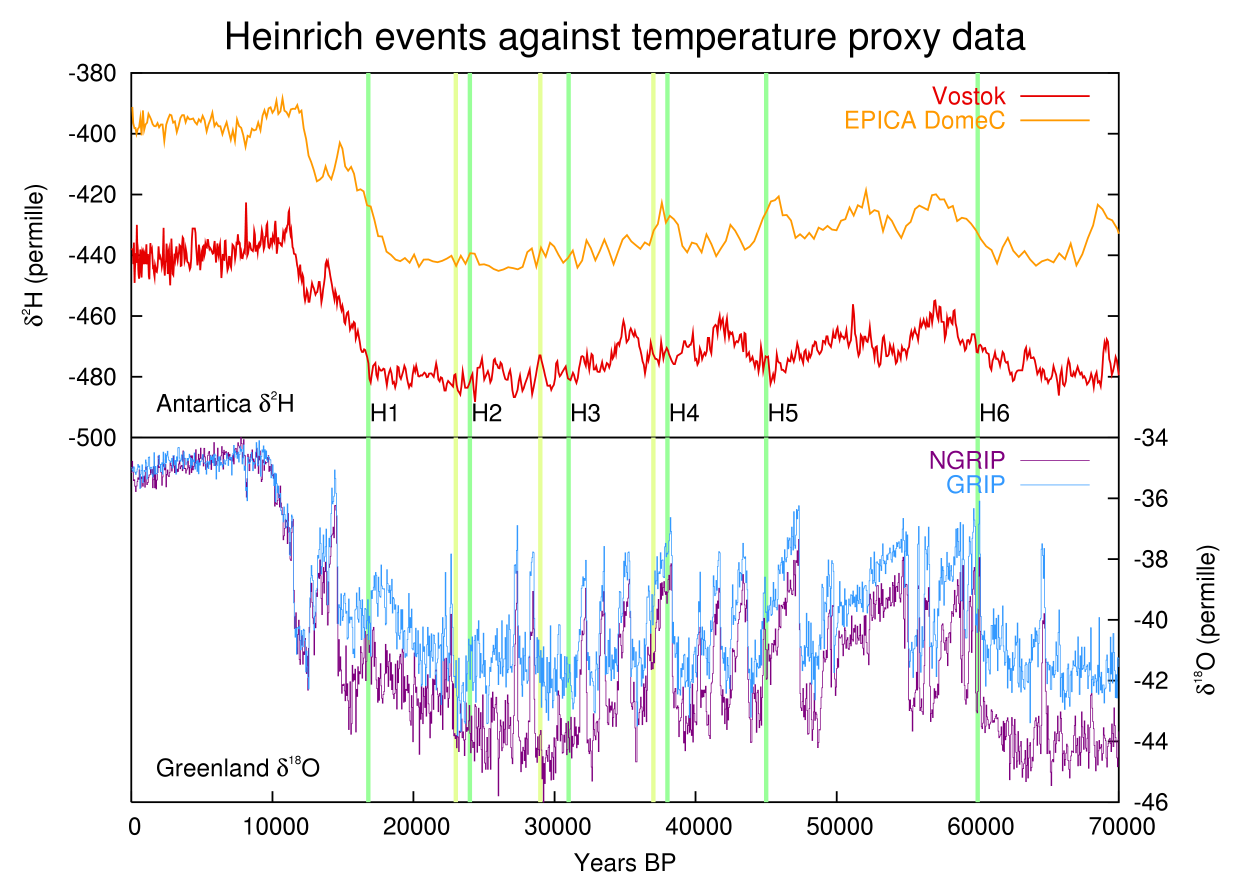
Heinrich-events (groene lijnen) in gegevens van ijskernen gedurende de laatste 70.000 jaar

Een Heinrich-event (Heinrich-gebeurtenis) is een natuurlijk fenomeen waarbij een grote vloot ijsbergen afbreekt van gletsjers, en in de Noord-Atlantische Oceaan terechtkomt. Het fenomeen, voor het eerst in 1988 beschreven door de mariene geoloog Hartmut Heinrich, kwam voor gedurende vijf van de laatste zeven ijstijden. De ijsbergen sleepten steenmateriaal van de gletsjerbodem mee naar de oceaan. Door het smelten van de ijsbergen kwam een aanzienlijke hoeveelheid koud, zoet water terecht in zee, hetgeen van invloed kan geweest zijn op de Golfstroom. Een verstoring van de golfstroom kan verband houden met wereldwijde klimaatverandering. 

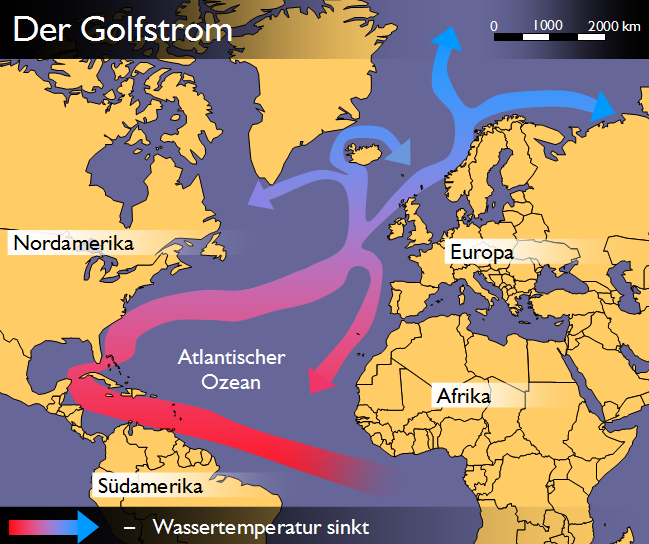
De Golfstroom wordt mogelijk beïnvloed door een Heinrich-event.

Over de precieze oorzaken van deze Heinrich-events is het wetenschappelijk debat nog niet gesloten. De hypotheses vallen uiteen in twee categorieën:
- interne factoren binnen de ijskappen veroorzaken de periodieke desintegratie van grote ijsvolumes
- de Heinrich-gebeurtenissen worden veroorzaakt door externe factoren zoals de fluctuaties, gecorreleerd met de Dansgaard-Oeschger-cyclus, tegengestelde veranderingen in de oceaancirculaties van noordelijk en zuidelijk halfrond, zeespiegelstijging of zelfs aardbevingen.